# ميغ غريفين
ميغ غريفين (بالإنجليزية: Meg Griffin)‏ هي مقدمة برامج إذاعية ودي جيه أمريكية، ولدت في 2 ديسمبر 1953.

## وصلات خارجية
- ميغ غريفين على موقع ميوزك برينز (الإنجليزية)